# Sporting Club de Bruxelles
El Sporting Club de Bruxelles fue un equipo de fútbol belga de Bruselas que alguna vez jugó en la Primera División de Bélgica, la máxima categoría de fútbol en el país.

## Historia
Fue fundado en el año 1894 en la capital Bruselas con el nombre Ixelles SC y fue uno de los equipos fundadores de la Real Federación Belga de Fútbol. Un año después cambió su nombre por el de Sporting Club de Bruxelles cuando debutó en la Primera División de Bélgica.
El club participó en dos temporadas de la Primera División de Bélgica en donde jugó en 22 partidos en los que ganó 6, empató 5 y perdió 11, anotando 33 y recibió 68, desapareciendo a mitad de la temporada de 1896/97.
Dentro de su participación en la máxima categoría se destaca que perdió un partido 0-18 ante el Racing Club de Bruxelles el 10 de enero de 1897, en lo que es la mayor goleada en la historia de la Primera División de Bélgica.

## Estadio
El club nunca tuvo una sede definida a lo largo de su participación en la Primera División de Bélgica, ya que jugaron partidos de local en 4 sedes diferentes:
- 1894 : Stade du Parc du Cinquantenaire en Bruselas
- 1896 : Parc Léopold en Bruselas
- 1897 : Tir national en Schaerbeek
- 1897 : Avenue Dailly en Schaerbeek

## Temporadas
| 1 | 1895-96 | Coupe de Championnat (D1)               | 3.º/7                                   |                                         |                                         |
| 2 | 1896-97 | Coupe de Championnat (D1)               | 6.º/6                                   |                                         |                                         |
| X | 1897    | El club cerro operaciones y desapareció | El club cerro operaciones y desapareció | El club cerro operaciones y desapareció | El club cerro operaciones y desapareció |